# 大牙項鰭鯰
大牙項鰭鯰，為輻鰭魚綱鯰形目項鰭鯰科的其中一種，為熱帶淡水魚類，分布於南美洲Corantijn、蘇利南河、Arataye、Sinnamary與Oyapock河流域，體長可達12.1公分，棲息在底層水域，生活習性不明。

## 扩展阅读
維基物種上的相關：大牙項鰭鯰